# Dennis Dragon
Dennis Dragon/Condor — трёхосный двухэтажный автобус особо большой вместимости производства Dennis Specialist Vehicles, предназначенный для эксплуатации в странах с левосторонним движением. Вытеснен с конвейера моделью Dennis Trident 3.

## История
Автобус Dennis Dragon производился с 1982 года. Название Dragon автобус получил в честь Коулуна (в пер. с кит. девять драконов). За основу этого шасси было взято двухосное Dennis Dominator.
За всю историю производства на автобус ставили дизельные двигатели внутреннего сгорания Gardner или Cummins. Трансмиссии — Voith или ZF Friedrichshafen AG.
Автобусы на шасси Dennis Dragon/Condor эксплуатировались, непосредственно, в Коулуне, Китае и Гонконге. Производство завершилось в 1999 году.

## Галерея

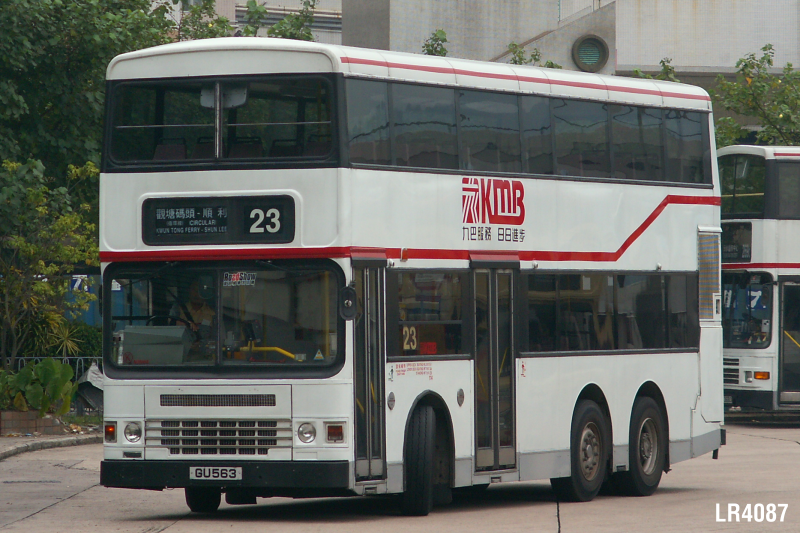
Dennis Dragon 9.9 в Коулуне
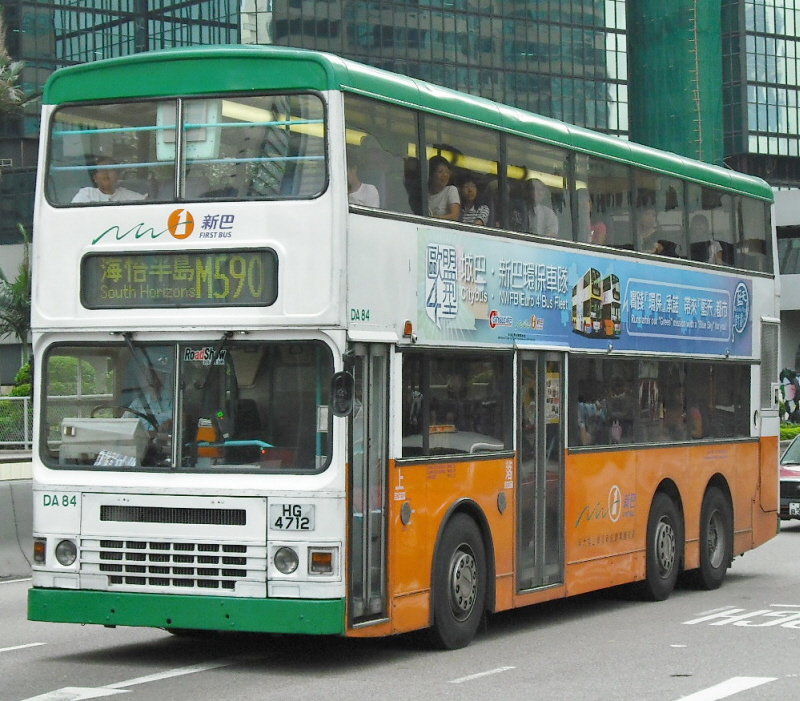
Duple Metsec
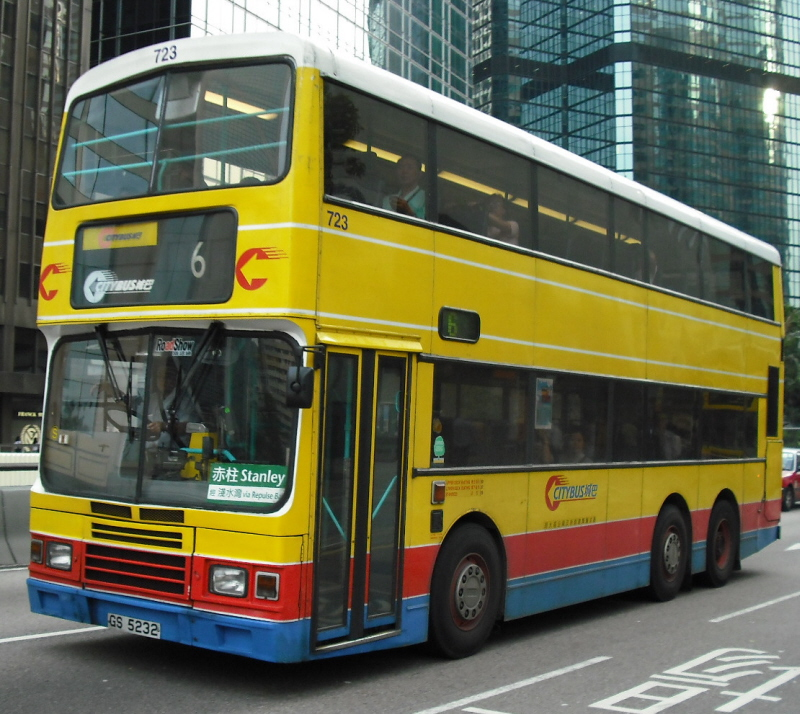
Alexander R
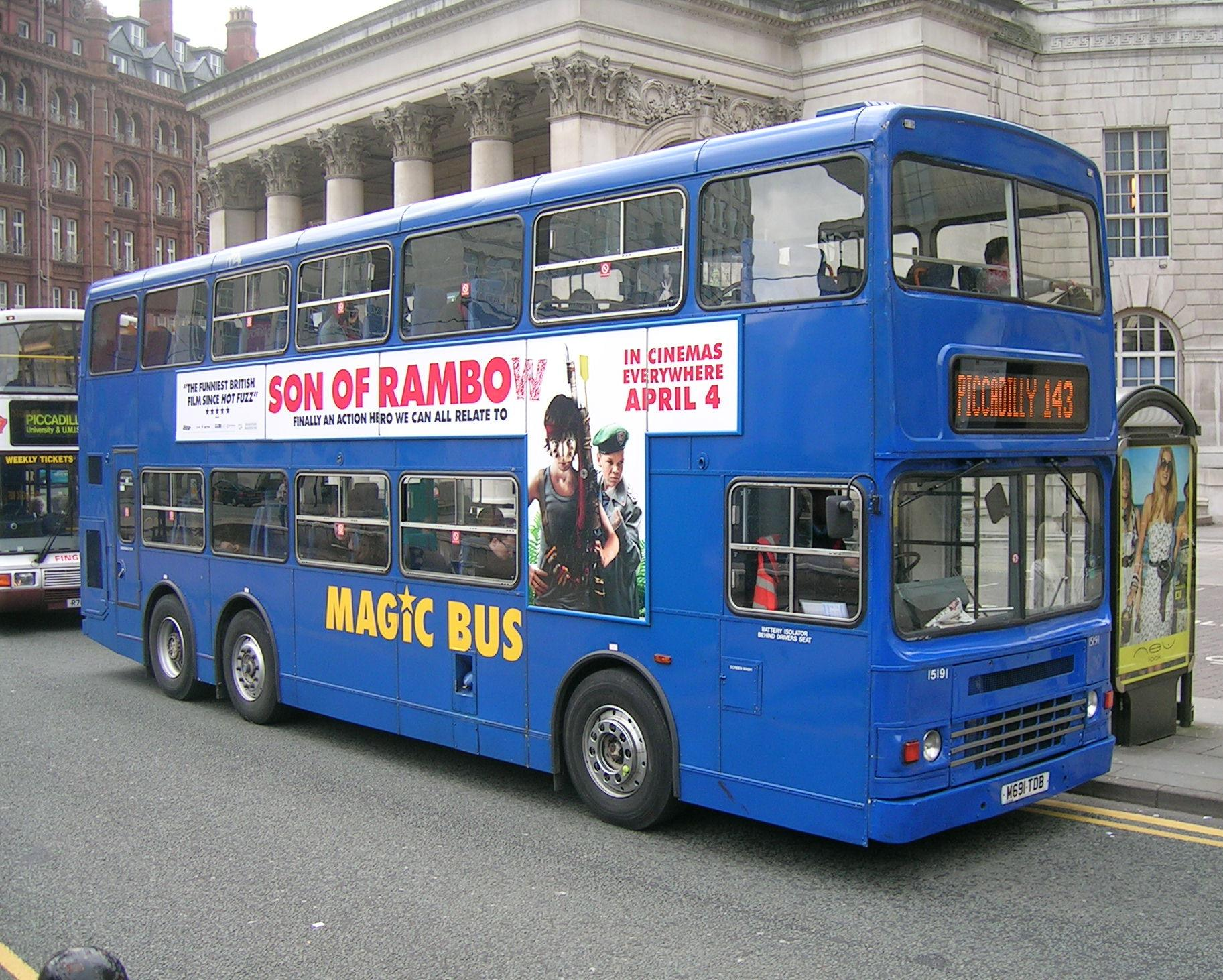
Duple Metsec